# Kominek w Skale z Krzyżem
Kominek w Skale z Krzyżem – komin w Skale z Krzyżem w rezerwacie przyrody Skamieniałe Miasto w Ciężkowicach, w województwie małopolskim, w powiecie tarnowskim. Pod względem geograficznym znajduje się na Pogórzu Ciężkowickim będącym częścią Pogórza Środkowobeskidzkiego.
Jest to szczelinowaty kominek. Jego dolny otwór znajduje się u południowo-wschodniej podstawy Skałki z Krzyżem. Są w nim dwa progi o wysokości 1,5 m i 1 m. W górnej części kominka jest kulista salka o średnicy 1,5 m. Na północny zachód odchodzi od niej szczelina, dla ludzi możliwa do przejścia na długości 1,5 m, dalej dla ludzi zbyt ciasna. W kierunku południowo-wschodnim z salki odchodzi jednometrowej długości korytarzyk, którym można się wydostać na podest z 3,5 metrowym progiem, którym można wydostać się na szczyt skały (podest ubezpieczony jest metalowym prętem).
Kominek powstał w piaskowcu ciężkowickim na tektonicznej szczelinie powiększonej w wyniku wietrzenia mrozowego. Jego dno tworzy lita skała z okruchami skalnymi. Kominek jest w całości widny.
Po raz pierwszy obiekt był wzmiankowany przez W. Krygowskiego w 1977 roku. Kominek często jest używany jako droga wyjściowa na szczyt skały. Zmierzony został przez T. Mleczka i R. Dadela ze Speleoklubu Dębickiego. Jego plan opracował T. Mleczek.

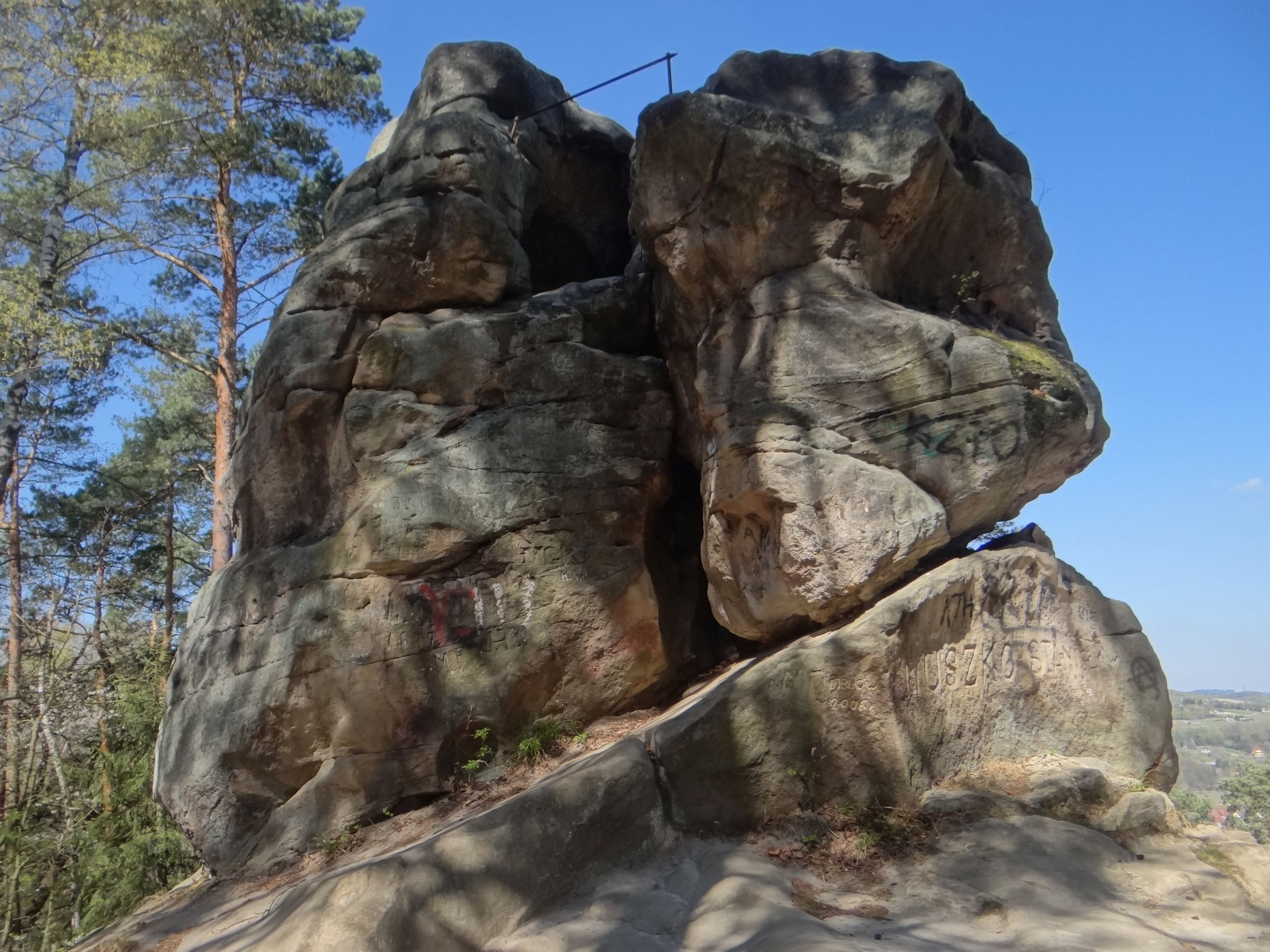
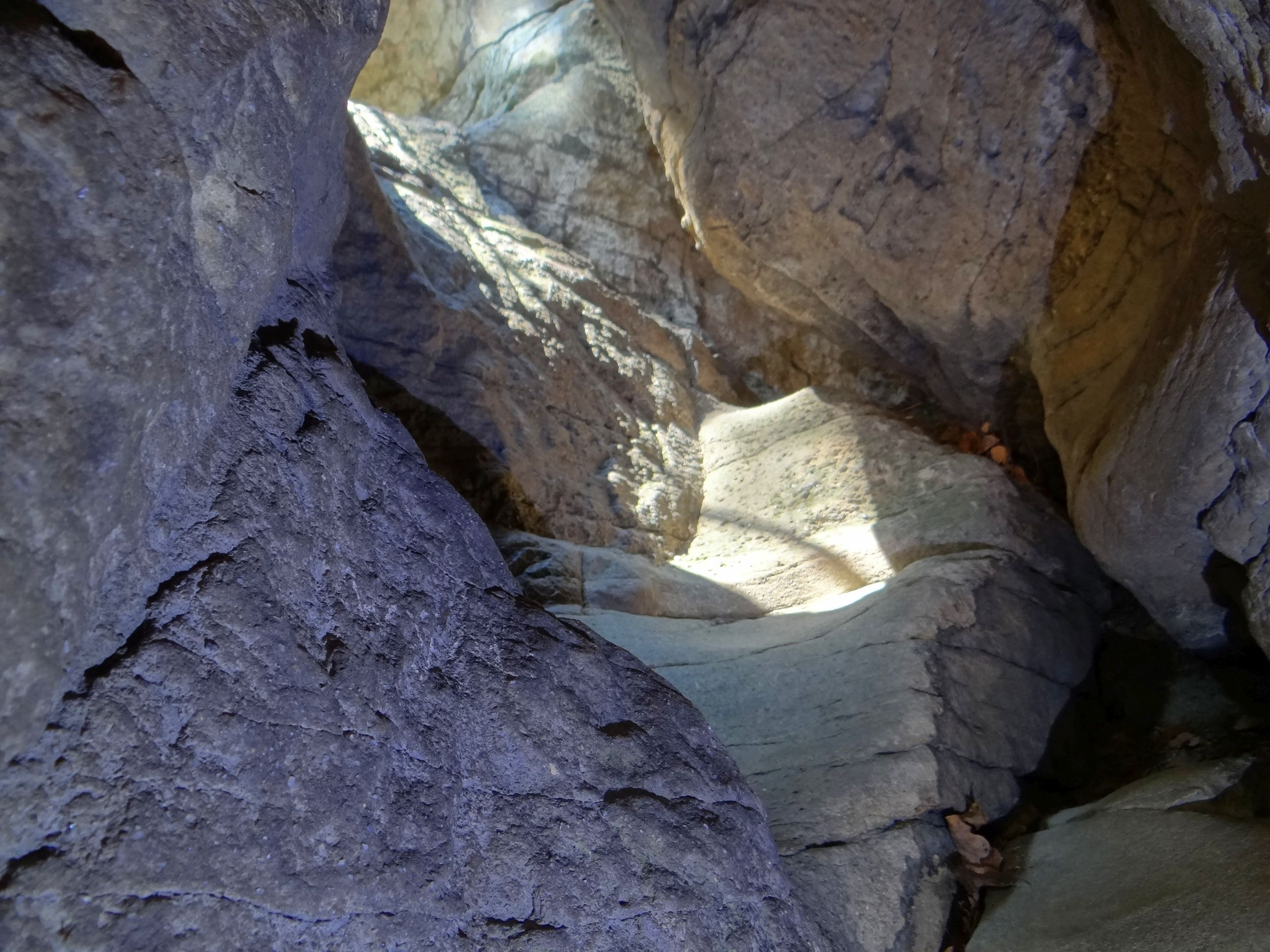
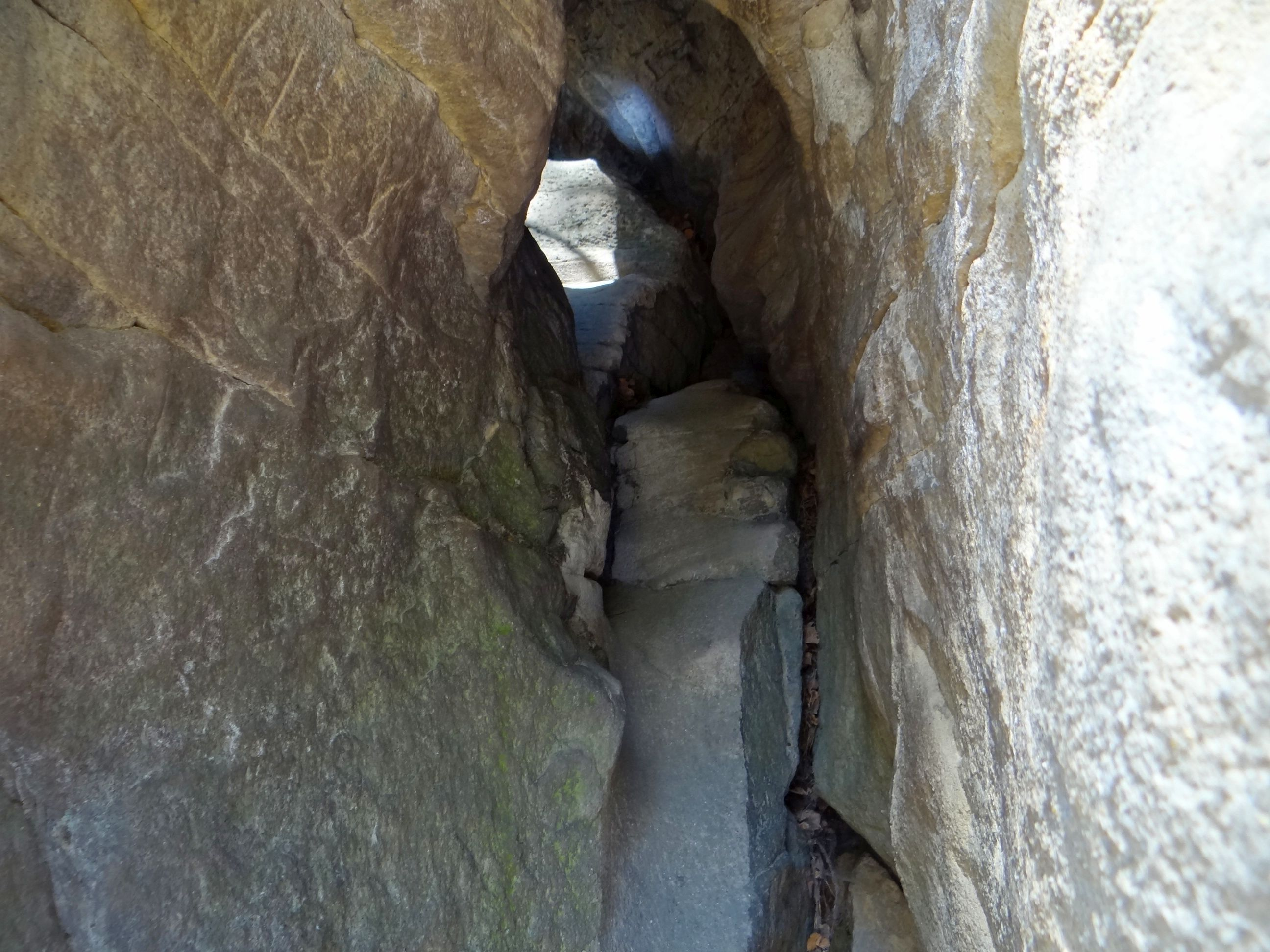
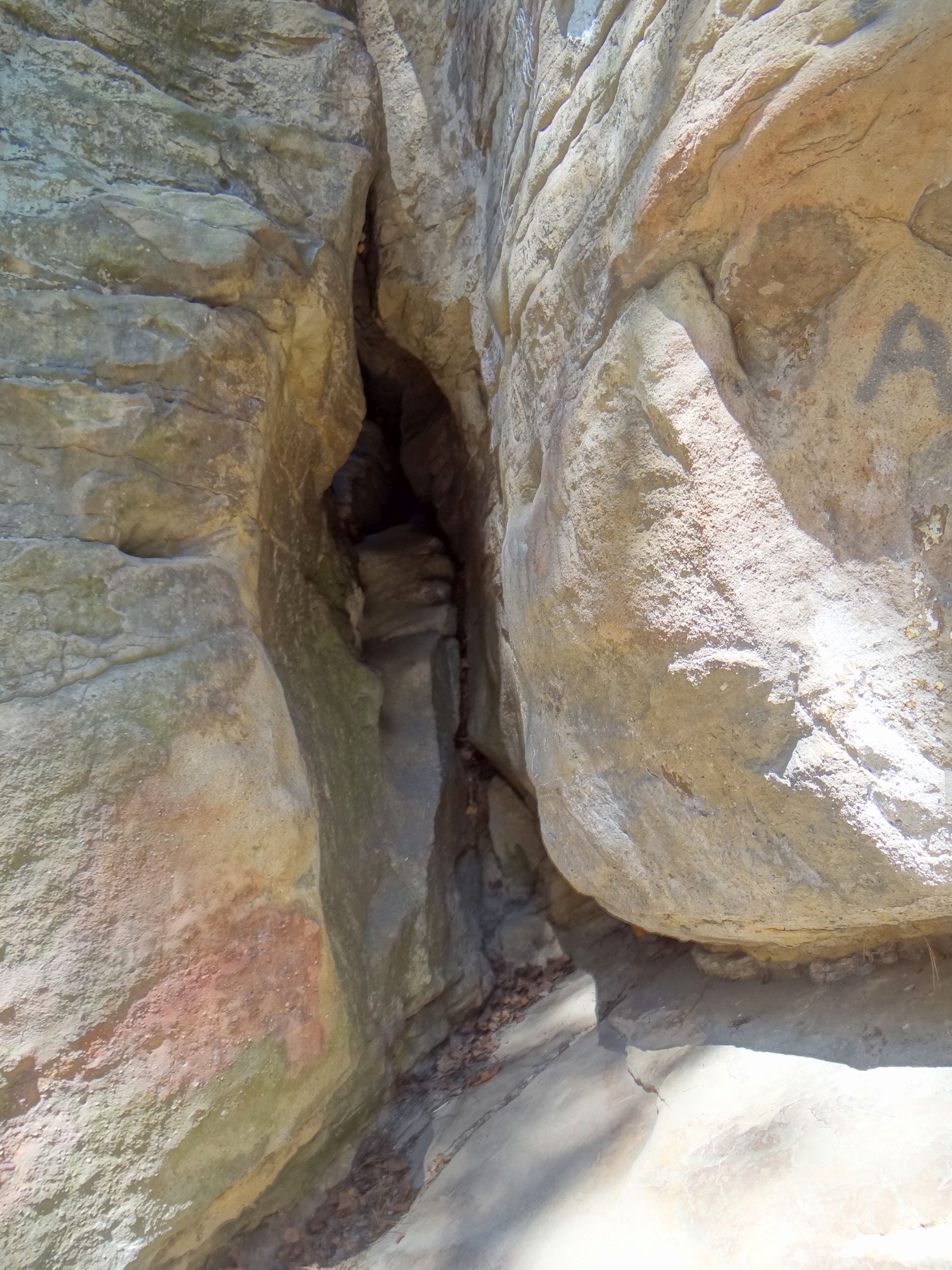